# بيتر هربرت ينسن
بيتر هربرت ينسن (بالألمانية: Peter Jensen)‏ هو فيزيائي ألماني، ولد في 28 نوفمبر 1913 في غوتينغن في ألمانيا، وتوفي في 17 أغسطس 1955.